# Alfredectes semiaeneus
Alfredectes semiaeneus е вид насекомо от семейство Дървесни скакалци (Tettigoniidae).

## Разпространение
Видът е широко разпространен в Западния и Източния Кейп на Южна Африка. Среща се на височина до 1400 m над морското равнище.